# Dusty Anderson

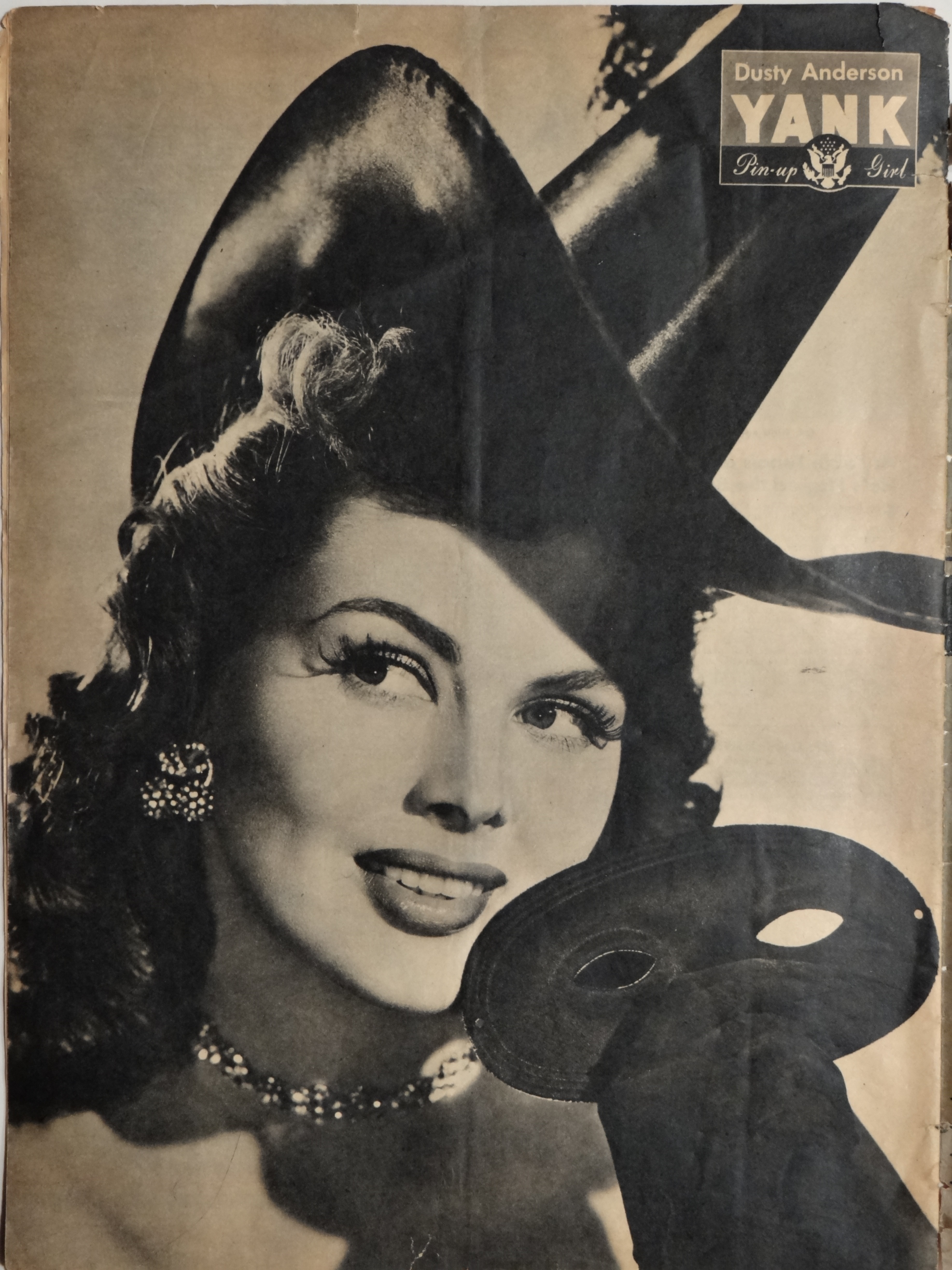
Dusty Anderson als Covergirl des Yank Magazine, Oktober 1944

Ruth „Dusty“ Anderson (* 17. Dezember 1918 in Toledo, Ohio; † September 2007 in Marbella, Spanien) war eine US-amerikanische Schauspielerin und Fotomodell.

## Leben

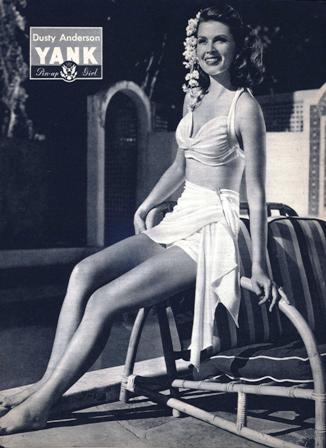
Pin-up von Dusty Anderson im Yank Magazine

Ruth Anderson wurde am 17. Dezember 1918 in Toledo, Ohio geboren. Während ihrer Schulzeit entdeckte Anderson die Fotografie als ihr Hobby. Sie begann daher zu Modeln, um Geld für eine Kamera und die passende Ausstattung anzusparen. Ihr Nebenverdienst lief so gut, dass bald auch für größere Aufträge gebucht wurde. Sie zog daraufhin nach New York und nannte sich fortan Dusty Anderson.
Ihre erste kleine Filmrolle hatte sie 1944 in Es tanzt die Göttin an der Seite von Rita Hayworth. Im Oktober desselben Jahres erschien sie als Pin-up Girl des vom US-Militär veröffentlichten Magazins Yank, the Army Weekly. Es folgten Nebenrollen in bekannteren Filmen wie Tonight and Every Night und Eine Göttin auf Erden. Insgesamt wirkte Anderson in dreizehn Filmen mit.
Dusty Anderson war zweimal verheiratet. Von 1941 bis 1945 mit Charles Mathieu, einem Hauptmann der US-Army. Dann von Juli 1947 bis zu dessen Tod im Juli 1993 mit dem Filmregisseur Jean Negulesco, für den sie ihren Ex-Mann verlassen hatte. Das einzige Kind des Paares starb 1947. 1951 drehte Anderson mit Take Care of My Little Girl unter der Regie ihres Mannes ihren letzten Film, ehe sie ihre Schauspielkarriere beendete.
Dusty Anderson besuchte in den folgenden vierzig Jahren mit ihrem Mann regelmäßig Ausstellungen und Galas, wodurch sie weiterhin im Rampenlicht blieb. Nach Negulescos Tod im Jahr 1993 zog sie sich ins Privatleben zurück. Anderson starb im September 2007 in Marbella und wurde an der Seite ihres Mannes auf dem dortigen Cementerio Virgen del Carmen beigesetzt. Ihr Tod blieb unbemerkt von jeglicher Berichterstattung.

## Filmografie
- 1944: Es tanzt die Göttin (Cover Girl)
- 1944: Girl in the Case
- 1944: Secret Command
- 1945: Tonight and Every Night
- 1945: 1001 Nacht (A Thousand and One Nights)
- 1945: The Crime Doctor’s Warning
- 1946: One Way to Love
- 1946: The Gentleman Misbehaves
- 1946: The Phantom Thief
- 1946: Singing on the Trail
- 1947: Eine Göttin auf Erden (Down to Earth)
- 1950: Under My Skin
- 1951: Take Care of My Little Girl